# Aba (władczyni)
Aba – w drugiej połowie I wieku p.n.e. władczyni cylickiego miasta Olba. Córka tyrana Cylicji Zenofanesa.
Poświadczona przez Strabona [XIV 5.10], według którego rządy nad Olbą powierzyli jej Marek Antoniusz i Kleopatra. Następnie straciła władzę, ale rządy pozostały w rękach jej rodziny.